# Oriente antioqueño
El Oriente antioqueño es una de las 9 subregiones en las que está dividido el departamento colombiano de Antioquia. Es una zona de climas variados, con una oferta paisajística muy atractiva y un nivel de desarrollo general alto. Es la segunda subregión más poblada del departamento de Antioquia, después del Valle de Aburrá, y le sigue a ésta en importancia económica.

## Historia

### Independencia
La situación calmada de la provincia de Antioquia, y especialmente de Marinilla, cambió repentinamente con la independencia, y al servicio de esta causa puso el cura de dicha población, el doctor Posada su fortuna, su influjo y las energías patrióticas del pueblo. Cuando se supo del movimiento de independencia ocurrido en Bogotá, el 20 de julio, los ayuntamientos en las 4 grandes poblaciones de la provincia antioqueña lo secundaron, y Marinilla escogió el más distinguido de sus hombres el Doctor Posada. 
Desde entonces el cantón de Marinilla abrazó con entusiasmo y por convencimiento la causa común de los pueblos, sin fluctuar entre los peligros y las borrascas. Las contribuciones de toda clase aunque excesivas eran pagadas con generosa prontitud; los contingentes de hombre que se pedían para el servicio de las armas se llenaban sin tardanza, porque casi todos se presentaban voluntarios a trocar la azada, el hacha, y la hoz por la lanza, la espada y el fusil.
EL 24 de agosto de 1811 fue proclamada en Marinilla la independencia en solemne ceremonia presidida por el subpresidente don Nicolás de Hoyos firmada por los miembros del cabildo, el sindico, el alcalde ordinario de 1º y 2º denominaciones, los presbíteros Jorge Ramón de Posada, Francisco Javier Gómez, Ramón Gómez y el doctor Joaquín de Hoyos.

### Provincia de Córdova
La provincia de Córdova fue una división administrativa y territorial de la República de la Nueva Granada, creada por medio de la ley del 16 de mayo de 1851 con los cantones del sur de la entonces provincia de Antioquia. La provincia existió hasta el 10 de abril de 1855, cuando fue suprimida y su territorio reintegrado a la Provincia de Antioquia 2 Al constituirse el Estado Soberano de Antioquia en 1856, Córdova formó parte de él como una de sus divisiones administrativas. Su nombre fue dado en honor al ilustre neogranadino José María Córdova y la capital de la provincia fue la ciudad de Rionegro.
La provincia de Córdova comprendía lo que actualmente es la parte suroriental del departamento colombiano de Antioquia, así como la mayor parte del departamento de Caldas. Debido a que se encontraba inmersa dentro de la Cordillera Central, el territorio era bastante abrupto y quebradizo. A pesar de esta característica destacaba el altiplano de Oriente, lugar donde se encontraba la capital y era propicio para el cultivo de hortalizas y la cría de ganado vacuno.
Entre las cumbres de la cordillera se destacaba el Páramo de Sonsón, estrella hidrográfica de la provincia que surtía de agua a varios ríos de la región. Sin embargo uno de los principales ríos, que no nacía en este páramo, era el río Nare, que nace en las proximidades de Rionegro, Las selvas cubrían buena parte de la región oriental y sur de la provincia.
Entre las ciudades con más importancia de la provincia estaban: Rionegro, Marinilla, Salamina, Sonsón
Hacia 1865 el territorio del oriente se había dividido en dos departamentos Oriente y Sur. El Oriente que abarcaba casi todo el Oriente actual incluyendo a los municipios de Santa Bárbara y Puerto Nare , siendo la capital de departamento la ciudad de Marinilla.
El departamento del sur abarcaba el sur del oriente y el centro y norte del departamento de Caldas. Habiendo en el departamento ciudades como Sonsón, Manizales y Aguadas entre otras. La capital del departamento fue la ciudad de Salamina.
En 1905 se dividió el oriente en las convenciones llamadas Oriente y Aures . Siendo ya segregado el territorio del actual departamento Caldas y el municipio de El Retiro en ese entonces paso a la convención de Fredonia. En 1908 el municipio paso de nuevo al oriente llamándose este departamento de Sonsón.

## Geografía
La subregión se encuentra al suroriente de Antioquia, entre el Valle de Aburrá y el valle del Magdalena Medio. Consiste en un amplio altiplano en medio de la cordillera Central, con algunas alturas importantes como el páramo de Sonsón. Debido a su ubicación entre los cauces de los ríos Cauca y Magdalena la pluviosidad es alta, principalmente en su zona este.

### Hidrografía
La Región del Oriente Antioqueño se puede considerar la región más productora de energía en Colombia, de los 4.052 Megawatts de origen hidráulico que tiene el país como capacidad instalada, esta zona produce cerca del 40% , lo que indica la gran oferta hídrica que tiene la región donde se disponen de 1068 litros por segundo para abastecer la demanda de las microcuencas que abastecen los acueductos municipales, se puede establecer que para el oriente Antioqueño se cuenta con datos de rendimiento hídrico de las principales cuencas o tramos de cuencas hidrográficas que oscilan entre 34 y 368 litros por segundo y por kilómetro cuadrado, lo cual da cuenta del alto potencial hídrico de la Región.
Pero a pesar de tener un alto potencial hídrico , es necesario hacer un manejo adecuado de las Microcuencas que abastecen a la población rural , donde se garantice la sostenibilidad del recurso hídrico mediante la implementación de acciones protectoras de estas microcuencas, consideradas como áreas de manejo especial o ecosistemas estratégicos , en unos 54 acueductos rurales , ubicados en los municipios de Guarne, Santuario, San Vicente Ferrer, San Roque, Cocorná, San Luis, San Francisco, El Peñol, Corregimiento de Aquitania, La Danta, El prodigio, del área de la Jurisdicción de la Corporación.